# سید جعفر شهیدی
سیّد جعفر شهیدی (۲۹ اسفند ۱۲۹۷ در بروجرد – ۲۳ دی ۱۳۸۶ در تهران) رئیس مؤسسه لغت‌نامه دهخدا و مرکز بین‌المللی آموزش زبان فارسی، استاد تمام دانشکده ادبیات و علوم انسانی دانشگاه تهران و از پژوهشگران برجسته زبان و ادبیات فارسی، فقه و تاریخ اسلام بود.
شهیدی از شاگردان برجستهٔ علی‌اکبر دهخدا و بدیع‌الزمان فروزانفر در دانشگاه تهران بود و در سال ۱۳۴۰ دکترای خود را در رشته ادبیات فارسی و تاریخ دریافت کرد. او همچنین در حوزه علمیه قم و حوزه علمیه نجف زیر نظر سید حسین طباطبائی بروجردی، سید ابوالقاسم خویی تحصیل کرد و درجه اجتهاد داشت.
او به جز همکاری در تدوین فرهنگ معین و لغت‌نامه دهخدا، ۴ عنوان ترجمه، ۳ عنوان تصحیح و تعداد زیادی تألیف دارد که شماری از کتاب‌های وی به زبان‌های بیگانه ترجمه شدند و جایزه دریافت کردند.
جعفر شهیدی خانه خود را به شهرداری اهدا کردند تا در آنجا کتابخانه ای درست شود

## زاد و زادگاه
سیدجعفر شهیدی فرزند سیدمحمد سجادی بود که از دانشمندان و مفاخر بزرگ ادبی ایران به‌شمار می‌رفت، در سال ۱۲۹۷ هجری خورشیدی در یکی از محلات قدیمی شهر بروجرد به دنیا آمد. وی دوران تحصیل ابتدایی و اندکی از متوسطه را در این شهر و سپس ادامه آن را در تهران به انجام رساند. شهیدی ابتدا به نام سجادی معروف بود که بعدها تغییر شهرت داده و با نام شهیدی در مراکز علمی و دانشگاهی شهرت پیدا کرد.

## تحصیلات و استادان حوزه
در سال ۱۳۲۰ برای تحصیل علوم دینی و فقه و اصول راهی نجف شد و تحصیلات حوزوی‌اش را در شهر نجف که شهر علم نام داشت، تا حد رسیدن به درجه اجتهاد که درجهٔ بسیار بالایی در حوزهٔ علمیه محسوب می‌شود، بالا برد. شهیدی پس از آن چند سالی را در عوالم طلبگی در قم سپری و از محمد علی لطفیان سرگزی- سید حسین طباطبایی بروجردی و بسیاری از مراجع و بزرگان دینی استفاده کرد، اما بعد از هشت سال، بیماری او را به ایران بازگرداند. هر هفته باید خود را به پزشک نشان می‌داد و در نتیجه از رفتن به حوزه بازمی‌ماند.

## ورود به عرصه تألیف و تدریس
برای گذران زندگی و به‌منظور ترجمهٔ متون عربی، نزد کریم سنجابی (وزیر فرهنگ وقت) می‌رفت اما به او اشتغال به تدریس پیشنهاد شد. سپس در دبیرستان ابومسلم مشغول به تدریس شد و با توجه به اهمیت مدرک تحصیلی در میزان حقوق، بدون شرکت در کلاس‌ها، لیسانس الهیات را با بهترین نمره‌ها می‌گیرد.

## ارتباط با مؤسسه لغتنامه دهخدا
برخورد با محمد معین، باب آشنایی وی را به حضور علی‌اکبر دهخدا فراهم کرد و بعد از تشکیل مؤسسه لغت‌نامه دهخدا، معاونت سازمان رابه‌عهده گرفت. سپس علامه دهخدا از سیدجعفر شهیدی دعوت به همکاری کرد و در نامه‌ای به آذر (وزیر فرهنگ وقت) نوشت: «او اگر نه در نوع خود بی‌نظیر، ولی کم‌نظیر است.» دهخدا در این نامه می‌خواهد که به جای ۲۲ ساعت، به او شش ساعت تدریس اختصاص دهند تا بقیهٔ وقتش را در لغت‌نامهٔ دهخدا بگذراند. مدتی این‌گونه می‌گذرد، تا سال ۱۳۴۰ که با مدرک دکتری به دانشگاه منتقل می‌شود. تدریس در دانشگاه تا حدود سال ۱۳۴۵ ادامه پیدا می‌کند، اما بعد با ناامنی دانشگاه، دانشجویان خود را به لغت‌نامه می‌برد. پس از سال‌ها نیز، تا پایان عمر وی هنوز دانشجویانش چهارشنبه‌ها به دفتر وی در مؤسسه لغت‌نامه دهخدا می‌رفتند و با شهیدی جلساتی را داشتند. بعد از مرگ محمد معین، شهیدی مسؤولیت ادارهٔ سازمان لغت‌نامهٔ دهخدا را بر عهده گرفت. او در زمینه‌های ادبیات عرب و فارسی استادی بنام بود و درک محضر و همنشینی با استادانی نظیر بدیع‌الزمان فروزانفر، دهخدا، جلال‌الدین همائی و محمد معین اعتبار علمی و معنوی او را دو چندان کرد. او همچنین دوستی نزدیک و ارتباط علمی با سید موسی صدر در ایران، بیروت و قاهره داشت.

### سمت‌ها
- معاون مؤسسه لغت‌نامه دهخدا ۱۳۴۲
- رئیس مؤسسه لغت‌نامه دهخدا

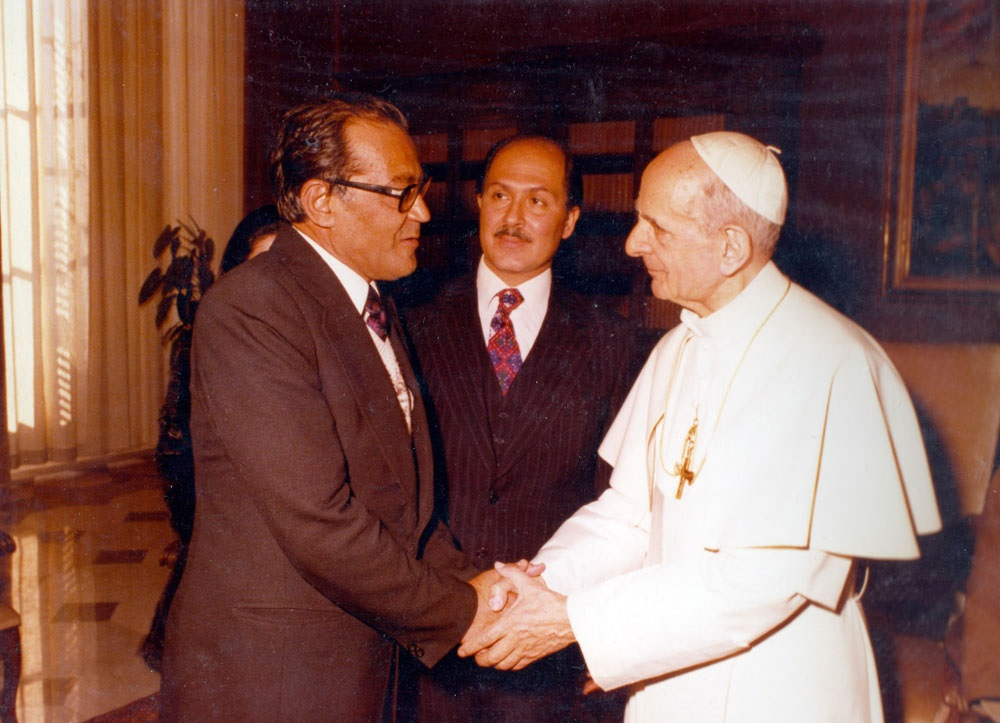
از راست به چپ: پل ششم و سیّد حسین نصر و سید جعفر شهیدی

- رئیس مرکز بین‌المللی آموزش زبان فارسی ۱۳۶۸
- همکاری با محمد معین در تهیه فرهنگ فارسی معین
- عضو هیئت گزینش کتاب و جایزهٔ بنیاد موقوفات دکتر محمود افشار

## نوشته‌ها

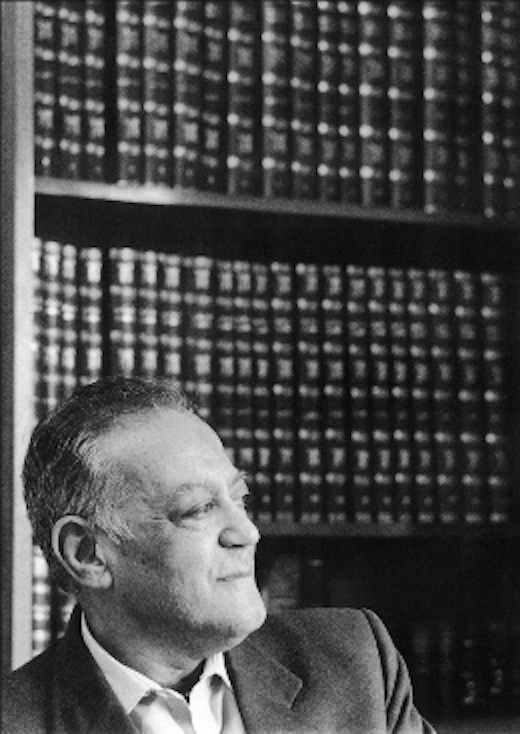
سید جعفر شهیدی

شهیدی اولین کتابش را در نجف در رد احمد کسروی نوشت، هرچند بر خوب بودن کارهای تاریخی او (تاریخچهٔ چپق و قلیان، مشعشیان و…) تأکید داشت. دیگر کتابش، سه جلد «جنایات تاریخ» را ساواک توقیف کرد، اما خود بعدها بعضی مطالب انتقادی را از چاپ بعدی حذف کرد.
وی داماد استاد سید غلامرضا سعیدی از نویسندگان معاصر بیرجندی بود.
در سال ۱۳۶۹ برای ترجمه نهج‌البلاغه، مجموعه سخنان امام اول شیعیان و در سال ۱۳۸۵ هجری خورشیدی برای نگارش کتاب تاریخ تحلیلی اسلام برندهٔ جایزه کتاب سال ایران شد.

### تألیف‌ها
- صیحه آسمانی (بدون نام مولّف چاپ شده)
- مهدویت واسلام ۱۳۲۴
- جنایات تاریخ، جلد اول و دوم، تهران، شهریور ۱۳۲۷
- جنایات تاریخ، جلد سوم، دفتر نامهٔ فروغ علم، تهران ۱۳۲۹
- چراغ روشن در دنیای تاریک (یا زندگانی علی بن الحسین) تهران، کتابفروشی و چاپخانه محمد حسن علمی ۱۳۳۵
- تصحیح براهین العجم اثر مورخ الدوله سپهر
- تصحیح دره نادره و تلخیص آن
- در راه خانهٔ خدا، دانش نو، تهران ۱۳۵۶
- پس از پنجاه سال، پژوهشی تازه پیرامون قیام امام حسین سلام الله علیه، چاپ اول، امیر کبیر ۱۳۵۸، چاپ شانزدهم، دفتر نشر فرهنگ اسلامی ۱۳۷۲
- شرح لغات و مشکلات دیوان انوری، چاپ اول انجمن آثار ملی ۱۳۵۸، چاپ دوم انتشارات علمی و فرهنگی ۱۳۶۴
- تاریخ تحلیلی اسلام، تاریخ تحلیلی اسلام تا پایان امویان، تهران، مرکز نشر دانشگاهی ۱۳۶۲
- زندگانی حضرت فاطمه، چاپ اول تهران، دفتر نشر فرهنگ اسلامی ۱۳۶۰، چاپ هجدهم، دفتر نشر فرهنگ اسلامی ۱۳۷۳
- آشنایی با زندگانی امام صادق سلام الله علیه، جامعة الامام الصادق سلام الله علیه، تهران ۱۳۶۲
- زندگانی علی بن الحسین سلام الله علیه، تهران، دفتر نشر فرهنگ اسلامی ۱۳۶۵، چاپ پنجم، دفتر نشر فرهنگ اسلامی ۱۳۷۲
- ستایش و سوگ امام هشتم سلام الله علیه در شعر فارسی ۱۳۶۵
- عرشیان، نشر مشعر، قم ۱۳۷۱
- شرح مثنوی شریف، تهران، انتشارات علمی و فرهنگی، ۱۳۷۳، از جزو دوم دفتر اول تا پایان دفتر ششم (دنبالهٔ کار مرحوم فروزانفر)
- از دیروز تا امروز، مجموعهٔ مقاله‌ها و سفرنامه‌ها، به کوشش هرمز ریاحی و شکوفه شهیدی، تهران، انتشارات قطره ۱۳۷۳
- علی از زبان علی یا زندگانی امیرمومنان علی، تهران، دفتر نشر ۱۳۷۶
- شرح مثنوی دفتر چهارم، پنجم و ششم؛ ۱۳۷۴ تا ۱۳۸۰

### ترجمه‌ها
- نهج‌البلاغه
- شیر زن کربلا
- آوارۀ بیابان ربذه: ترجمۀ کتاب قدری قلعجی با عنوان ابو ذر الغفاری (چاپ اول: حدود 1330ش؛ چاپ دوم: تهران، نهضت زنان مسلمان، 1360ش؛ چاپ سوم: تهران، دفتر نشر فرهنگ اسلامی، 1363ش).

برخی از آثار وی به زبان‌های عربی، ترکی، آلمانی و یونانی ترجمه شده‌است از جمله:
- علی بلسان علی (ع)
- ثوره الحسین (ع)
- حیات فاطمه (س)
- حیاة الامام الصادق جعفر بن محمد (ع)

## کتابخانهٔ دکتر شهیدی
شهیدی در سال ۱۳۷۴ منزل مسکونی‌اش را به شهرداری نارمک واگذار کرد و این خانه در همان سال به کتابخانهٔ عمومی دکتر شهیدی تبدیل شد. پس از مرگ وی اتاقی در این کتابخانه به موزه نگهداری برخی از آثار او اختصاص داده شد.

## درگذشت
شهیدی در ساعت ۱۱ صبح یکشنبه ۲۳ دی ۱۳۸۶ (۱۳ ژانویه ۲۰۰۸) از دنیا رفت.پیکر وی صبح روز چهارشنبه بیست و شش دی ۱۳۸۶ از برابر بنیاد لغتنامه دهخدا به سمت دانشگاه تهران تشییع و در امامزاده عبدالله (شهرری) دفن شد.

## فرزندان
جعفر شهیدی دارای چند پسر و دختر است. یکی از فرزندان وی سید احسان شهیدی از طلاب حوزه علمیه قم بود که با آغاز جنگ ایران و عراق داوطلبانه به جبهه رفت و کشته شد. پیکر او هیچگاه شناسایی نشد و در زمرهٔ شهدای گمنام و مفقودالاثر باقی ماند. در سالهای بعد، شهیدی زیر بار هدایای ارسالی از بنیاد شهید نمی‌رفت. در یکی از این موارد مرقومه ای به مسئولین مربوط جهت عودت یخچال اهدایی ارسال کرد که متن آن به روایت فرزندش چنین است:

بسم الله الرحمن الرحیم

۶۱/۴/۲۰

جناب …
پس از عرض سلام، چندی پیش یک دستگاه یخچال از سوی قسمت تدارکات بنیاد بخانهٔ بنده تحویل شده‌است. درپی آن بودم که فرستنده کیست؟ وسفارش دهنده چه کسی؟ سرانجام معلوم شد توصیه کننده جناب عالی و دستور دهنده حضرت… هستند.

با عرض تشکر از هر دو بزرگوار باید بگویم؛ این بنده زندگی خودرا طوری پی ریزی کرده‌است که با حداقل مَؤنِه بتواند ساخت. اگر این یخچال فروشی است، توانایی پرداخت بها را ندارم واگر اهدایی است، بهیچوجه خود را درگرفتن آن مستحق نمی‌دانم. به‌هرحال همان‌طور در صحن خانه معطل مانده‌است و می‌ترسم از تابش آفتاب آسیب ببیند. لطفاً دستور فرمایند آنرا عودت دهند وگرنه باید هزینهٔ بازگشت را هم خود بپردازم. والسلام علیکم ورحمة الله.
ارادتمند، دکتر سیدجعفر شهیدی

مؤسسه لغت نامه دهخدا

رونوشت جناب آقای…
البته به گفته سید محسن شهیدی پسر دیگر شهیدی، این به معنای مخالفت او با جنگ ایران و عراق یا عدم احترام به شهیدان جنگ تحمیلی نبوده‌است.به نام دختر او اشاره نشده است. 